# Mr Gay World
Mr Gay World (tiếng Việt: Nam vương Đồng tính Thế giới) là cuộc thi quốc tế thường niên dành cho những người đồng tính nam được tổ chức lần đầu vào năm 2009. Đương kim Mr Gay World là Paul Carruthers đến từ Đại Anh.
Vào ngày 4 tháng 9 năm 2024, Eric Butter chính thức thông báo rằng Wayne Renzo từ Philippines mua lại Mr Gay World Organization. Với sự chuyển giao lịch sử này, Wayne Renzo trở thành chủ sở hữu mới, mở ra một chương mới cho thương hiệu nổi tiếng toàn cầu này.

## Phủ sóng truyền thông
Mr Gay World được định nghĩa là cuộc thi thường niên dành cho những người đồng tính nam, nhằm tìm cách thành lập đại sứ cho LGBT và nhân quyền, với những người chiến thắng trong các cuộc thi quốc gia tranh tài với tư cách là thí sinh ở nhiều hạng mục khác nhau. Nó không phải là một cuộc thi sắc đẹp và không có giới hạn độ tuổi. Cuộc thi này là một trong những cuộc thi đồng tính công khai nhất trên thế giới và không ngại ngùng sử dụng sự chú ý mà nó thu hút được để tập trung sự chú ý vào hoàn cảnh của những người LGBTI trên toàn thế giới. Mục đích chính của Mr Gay World là xác định những nhà lãnh đạo sẽ chịu trách nhiệm trở thành người phát ngôn không chỉ trong cộng đồng của chính mình mà còn trên toàn cầu, lên tiếng vì quyền bình đẳng và nhân quyền. Mr Gay World là một hình mẫu và sẽ làm việc về việc nhân đạo hóa người đồng tính nam và/hoặc LGBTI trên các phương tiện truyền thông cả LGBTI và chính thống.
Sự kiện này rõ ràng nhằm làm nổi bật sự phân biệt đối xử với những người LGBTI và cung cấp những hình mẫu tích cực được chọn lọc. Một số thí sinh từ một số quốc gia đã phải đối mặt với các lệnh trừng phạt vì lựa chọn hoặc cạnh tranh của họ, bao gồm cả Nolan Lewis từ Ấn Độ, Taurai Zhanje từ Zimbabwe, Robel Hailu từ Ethiopia, cựu vận động viên Olympic Chavdar Arsov từ Bulgaria, Wendelinus Hamutenya từ Namibia và Xiao Dai từ Trung Quốc.

## Người giữ danh hiệu
| Lần thứ | Năm  | Ngày                 | Mr Gay World                               | Á vương                                    | Á vương                           | Á vương                      | Á vương                       | Á vương               | Nơi tổ chức                          | Số thí sinh | T.k.                        |
| Lần thứ | Năm  | Ngày                 | Mr Gay World                               | 1                                          | 2                                 | 3                            | 4                             | 5                     | Nơi tổ chức                          | Số thí sinh | T.k.                        |
| ------- | ---- | -------------------- | ------------------------------------------ | ------------------------------------------ | --------------------------------- | ---------------------------- | ----------------------------- | --------------------- | ------------------------------------ | ----------- | --------------------------- |
| 1       | 2009 | 13 tháng 2 năm 2009  | Max Krzyzanowski · Ireland                 | Alexis Cespedes · Paraguay                 | Pico Velasco Michel · Mexico      | Ben Edwards · Úc             | Reece Karena · New Zealand    | Darren Bruce · Canada | Whistler, Canada                     | 19          |                             |
| 2       | 2010 | 13 tháng 2 năm 2010  | Charl van den Berg · Nam Phi               | Samuel Adu · Úc                            | Rick Dean Twombley · Hồng Kông    | Xindai Muyi · Trung Quốc     | Sergio Lara · Tây Ban Nha     | Không trao giải       | Oslo, Na Uy                          | 23          | [ 7 ]                       |
| 3       | 2011 | 13 tháng 3 năm 2011  | Francois Nel · Nam Phi                     | Michael Kevin Holtz · Hoa Kỳ               | Israel Acevedo · Tây Ban Nha      | Leigh Charles · Úc           | Aaron Comis · New Zealand     | Không trao giải       | Mandaluyong, Philippines             | 23          |                             |
| 4       | 2012 | 8 tháng 4 năm 2012   | Andreas Derleth · New Zealand              | Lance Weyer · Nam Phi                      | Remy Frejaville · Pháp            | Kevin Scott Power · Hoa Kỳ   | Thom Goderie · Hà Lan         | Không trao giải       | Johannesburg, Nam Phi                | 22          |                             |
| 5       | 2013 | 5 tháng 8 năm 2013   | Christopher Michael Olwage · New Zealand   | Benjie Vasquez Caraig · Hồng Kông          | Matthew Simmons · Hoa Kỳ          | Không trao giải              | Không trao giải               | Không trao giải       | Antwerp, Bỉ                          | 25          |                             |
| 6       | 2014 | 31 tháng 8 năm 2014  | Stuart Hatton Jr · Anh Quốc                | Kiriakos Spanos · Síp                      | Robbie Lawlor · Ireland           | Luis Vento · Venezuela       | Bridge Hudson · Hồng Kông     | Không trao giải       | Roma, Ý                              | 23          | [ 8 ] [ 9 ]                 |
| 7       | 2015 | 3 tháng 5 năm 2015   | Klaus Burkart · Đức · (Từ bỏ)              | Mass Luciano · Hồng Kông · (Tiếp quản)     | Tomi Lappi · Phần Lan             | Không trao giải              | Không trao giải               | Không trao giải       | Cape Town, Nam Phi                   | 21          | [ 10 ] [ 11 ]               |
| 8       | 2016 | 23 tháng 4 năm 2016  | Roger Gosalbez · Tây Ban Nha               | Chris Krauel · Áo                          | Christian Lacsamana · Philippines | Kyle Patrick · Sint Maarten  | Rafael Fagundes · Brasil      | Không trao giải       | Valletta, Malta                      | 24          | [ 12 ] [ 13 ]               |
| 9       | 2017 | 10 tháng 5 năm 2017  | John Raspado · Philippines                 | Cándido Arteaga · Tây Ban Nha              | Raf Van Puymbroeck · Bỉ           | Marco Tornese · Thụy Sĩ      | Alexander Steyn · Nam Phi     | Không trao giải       | Maspalomas, Tây Ban Nha              | 21          | [ 14 ] [ 15 ]               |
| 10      | 2018 | 26 tháng 5 năm 2018  | Jordan Paul Bruno · Úc                     | Ricky Devine-White · New Zealand           | Samarpan Maiti · Ấn Độ            | Po-Hung Chen · Đài Loan      | João de Oliveira · Bồ Đào Nha | Không trao giải       | Knysna, Nam Phi                      | 21          | [ 16 ] [ 17 ]               |
| 11      | 2019 | 4 tháng 5 năm 2019   | Janjep Carlos · Philippines · (Hoàn thành) | Fran Alvarado · Tây Ban Nha · (Tiếp quản)  | Oliver Pusztai · Hungary          | Chayodhom Samibat · Thái Lan | Nick Van Vooren · Bỉ          | Không trao giải       | Cape Town, Nam Phi                   | 22          | [ 18 ] [ 19 ] [ 20 ]        |
| 12      | 2020 | 3 tháng 5 năm 2020   | Kodie Macayan · Philippines                | Marek Piekarczyk · Ba Lan                  | Vicente Miron · México            | Không trao giải              | Không trao giải               | Không trao giải       | Cuộc thi online (Cape Town, Nam Phi) | 9           | [ 21 ] [ 22 ]               |
| 13      | 2021 | 30 tháng 10 năm 2021 | Louw Breytenbach · Nam Phi · (Từ bỏ)       | Joel Carcasona · Philippines · (Tiếp quản) | Joshuan Aponte · Puerto Rico      | Không trao giải              | Không trao giải               | Không trao giải       | Cuộc thi online (Cape Town, Nam Phi) | 10          | [ 23 ] [ 24 ] [ 25 ] [ 26 ] |
| 14      | 2022 | 16 tháng 10 năm 2022 | José López Duvónt · Puerto Rico            | Tony Ardolino · Hoa Kỳ                     | Max Appenroth · Đức               | Không trao giải              | Không trao giải               | Không trao giải       | Cape Town, Nam Phi                   | 8           |                             |
| 15      | 2023 | 27 tháng 10 năm 2023 | Troy Michael Smith · Guam                  | David Allwood Đại Anh                      | Dion Alexander · Úc               | Không trao giải              | Không trao giải               | Không trao giải       | Cape Town, Nam Phi                   | 11          |                             |
| 16      | 2024 | 26 tháng 8 năm 2024  | Paul Carruthers Đại Anh                    | John Bench Ortiz · Philippines             | Poosit Changkaewmanee · Thái Lan  | Không trao giải              | Không trao giải               | Không trao giải       | Northumberland, Anh Quốc             | 11          |                             |
| 17      | 2025 | 1 tháng 12 năm 2025  |                                            |                                            |                                   |                              |                               |                       | Quezon, Philippines                  |             |                             |

### Quốc gia/vùng lãnh thổ theo số lần chiến thắng
| Quốc gia/vùng lãnh thổ | Số lần | Năm                    |
| ---------------------- | ------ | ---------------------- |
| Philippines            | 4      | 2017, 2019, 2020, 2021 |
| Nam Phi                | 3      | 2010, 2011, 2021       |
| New Zealand            | 2      | 2012, 2013             |
| Tây Ban Nha            | 2      | 2016, 2019             |
| Ireland                | 1      | 2009                   |
| Anh Quốc               | 1      | 2014                   |
| Đức                    | 1      | 2015                   |
| Hồng Kông              | 1      | 2015                   |
| Puerto Rico            | 1      | 2022                   |
| Úc                     | 1      | 2018                   |
| Guam                   | 1      | 2023                   |
| Đại Anh                | 1      | 2024                   |

## Các lần tổ chức Mr Gay World

### 2019
Mr Gay World 2019 là cuộc thi Mr Gay World lần thứ 11 được tổ chức tại Cape Town City Hall, Cape Town, Nam Phi vào ngày 4 tháng 5 năm 2019. Năm 2018, Mr Gay World thông báo cuộc thi năm 2019 sẽ chuyển từ Hồng Kông sang Nam Phi do lệnh cấm của chính quyền địa phương. Có 22 thí sinh dự thi, Jordan Paul Bruno đến từ Úc trao vương miện cho người kế nhiệm là Janjep Carlos đến từ Philippines.
Nam vương Janjep Carlos từ Philippines hoàn thành giữ danh hiệu 1 năm và trao cho Á vương 1 Fran Alvarado từ Tây Ban Nha tiếp quản.
Kết quả
| Hạng                  | Thí sinh |
| --------------------- | --- |
| Mister Gay World 2019 | - Philippines — Janjep Carlos                                                                                                  |
| Á vương 1             | - Tây Ban Nha — Fran Alvarado                                                                                                  |
| Á vương 2             | - Hungary — Oliver Pusztai |
| Á vương 3             | - Thái Lan — Chayodhom Samibat                                                                                                 |
| Á vương 4             | - Bỉ — Nick Van Vooren |
| Top 10                | - Ấn Độ — Suresh Ramdas - Brasil — Raphael dos Anjos - Ireland — Guilherme Souza - Nhật Bản — Tiger Shigetake - Úc — Rad Mitic |

Các giải thưởng
| Giải thưởng           | Thí sinh                       |
| --------------------- | ------------------------------ |
| Mister Congeniality   | - Nhật Bản — Tiger Shigetake   |
| Best National Costume | - Philippines — Janjep Carlos  |
| Formal Wear           | - Philippines — Janjep Carlos  |
| Swim Wear             | - Philippines — Janjep Carlos  |
| Sports                | - Đức — Marcel Danner          |
| Cooking Challenge     | - Phần Lan — Ismo Poutiainen   |
| Written Test          | - Philippines — Janjep Carlos  |
| Social Responsibility | - Nhật Bản — Tiger Shigetake   |
| Personal Interview    | - Thái Lan — Chayodhom Samibat |
| Social Media          | - Hungary — Oliver Pusztai     |
| Online Vote           | - Hungary — Oliver Pusztai     |

Các thí sinh
| Quốc gia/vùng lãnh thổ | Thí sinh          |
| ---------------------- | ----------------- |
| Ấn Độ                  | Suresh Ramdas     |
| Bỉ                     | Nick Van Vooren   |
| Brasil                 | Raphael dos Anjos |
| Canada                 | Josh Rimer        |
| Chile                  | Carlos Navarro    |
| Costa Rica             | Marko Soto        |
| Đức                    | Marcel Danner     |
| Hungary                | Oliver Pusztai    |
| Ireland                | Guilherme Souza   |
| México                 | Kaleb Omar        |
| Namibia                | Rivelino Reinecke |
| Nam Phi                | Chris Emmanuel    |
| New Zealand            | Nick Francis      |
| Nhật Bản               | Tiger Shigetake   |
| Panama                 | Iann Carlos Jaen  |
| Perú                   | Jorge Seminario   |
| Phần Lan               | Ismo Poutiainen   |
| Philippines            | Janjep Carlos     |
| Tây Ban Nha            | Fran Alvarado     |
| Thái Lan               | Chayodhom Samibat |
| Úc                     | Rad Mitic         |
| Venezuela              | Walter Moreno     |

### 2020
Mr Gay World 2020 là cuộc thi Mr Gay World lần thứ 12 được tổ chức tại trực tuyến do đại dịch COVID-19 vào ngày 3 tháng 5 năm 2020. Có 9 thí sinh dự thi, Fran Alvarado đến từ Tây Ban Nha trao vương miện cho người kế nhiệm là Kodie Macayan đến từ Philippines.
Kết quả
| Hạng                  | Thí sinh                                                                |
| --------------------- | ----------------------------------------------------------------------- |
| Mister Gay World 2020 | - Philippines — Kodie Macayan                                           |
| Á vương 1             | - Ba Lan — Marek Piekarczyk                                             |
| Á vương 2             | - México — Vicente Miron                                                |
| Top 5                 | - Nam Phi — Charl-Jaquairdo van Helsdingen - Puerto Rico — Mickey River |

Các giải thưởng
| Giải thưởng                          | Thí sinh                         |
| ------------------------------------ | -------------------------------- |
| Best in National Costume             | - Philippines — Kodie Macayan    |
| Mister Photogenic                    | - Tây Ban Nha — Zabdiel González |
| Online Questionnaire Award           | - Puerto Rico — Mickey Rivera    |
| Personal Interview Award             | - Philippines — Kodie Macayan    |
| Social Media Presence Award          | - Philippines — Kodie Macayan    |
| Social Responsiblilty Campaign Award | - Ba Lan — Marek Piekarczyk      |
| Best in Swimwear                     | - Tây Ban Nha — Zabdiel González |
| Best Formal Wear                     | - Philippines — Kodie Macayan    |
| Viewer's Choice Award                | - Philippines — Kodie Macayan    |

Các thí sinh
| Quốc gia/vùng lãnh thổ | Thí sinh                       |
| ---------------------- | ------------------------------ |
| Ấn Độ                  | Shyam Konnur                   |
| Ba Lan                 | Marek Piekarczyk               |
| México                 | Vicente Miron                  |
| Nam Phi                | Charl-Jaquairdo van Helsdingen |
| Philippines            | Kodie Macayan                  |
| Puerto Rico            | Mickey River                   |
| Séc & Slovakia         | Dan Moony                      |
| Tây Ban Nha            | Zabdiel González               |
| Thái Lan               | Pattarapon Jaiyen              |

Dự thi cuộc thi sắc đẹp quốc tế khác
| Cuộc thi      | Năm  | Quốc gia/vùng lãnh thổ | Thí sinh                       | Thứ hạng | T.k. |
| ------------- | ---- | ---------------------- | ------------------------------ | -------- | ---- |
| Mister Global | 2025 | Nam Phi                | Charl-Jaquairdo van Helsdingen |          |      |

### 2021
Mr Gay World 2021 là cuộc thi Mr Gay World lần thứ 13 được tổ chức tại trực tuyến do đại dịch COVID-19 vào ngày 30 tháng 10 năm 2021. Có 10 thí sinh dự thi, Kodie Macayan đến từ Philippines trao vương miện cho người kế nhiệm là Louw Breytenbach đến từ Nam Phi.
Nam vương Louw Breytenbach từ Nam Phi từ bỏ danh hiệu chưa đầy một tháng sau đăng quang, và trao cho Á vương 1 Joel Rey Carcasona từ Philippines tiếp quản.
Kết quả
| Hạng                  | Thí sinh                                            |
| --------------------- | --------------------------------------------------- |
| Mister Gay World 2021 | - Nam Phi — Louw Breytenbach                        |
| Á vương 1             | - Philippines — Joel Carcasona                      |
| Á vương 2             | - Puerto Rico — Joshuan Aponte                      |
| Top 5                 | - Đức — Benjamin Näßler - Ireland — Lorcan McAulife |

Các giải thưởng
| Giải thưởng                          | Thí sinh                           |
| ------------------------------------ | ---------------------------------- |
| Personal Interview                   | - Nam Phi — Louw Breytenbach       |
| Best National Costume                | - Puerto Rico — Joshuan Aponte     |
| Mister Photogenic                    | - Nam Phi — Louw Breytenbach       |
| Online Questionnaire Award           | - Hoa Kỳ — Nathaniel Davis III     |
| Social Responsibility Campaign Award | - Hoa Kỳ — Nathaniel Davis III     |
| Viewers Choice                       | - Nam Phi — Louw Breytenbach       |
| Social Media Presence Award          | - Philippines — Joel Rey Carcasona |
| Best in Swimwear                     | - Puerto Rico — Joshuan Aponte     |
| Best in Formal Wear                  | - Hà Lan — Sanjay Ramcharan        |

Các thí sinh
| Quốc gia/vùng lãnh thổ | Thí sinh            | Tuổi |
| ---------------------- | ------------------- | ---- |
| Đức                    | Benjamin Näßler     | 32   |
| Hà Lan                 | Sanjay Ramcharan    | 34   |
| Hoa Kỳ                 | Nathaniel Davis III | 44   |
| Ireland                | Lorcan McAulife     | 24   |
| México                 | Diego Badillo       | 35   |
| Nam Phi                | Louw Breytenbach    | 20   |
| Philippines            | Joel Carcasona      | 28   |
| Puerto Rico            | Joshuan Aponte      | 36   |
| Séc & Slovakia         | Kevin Drábek        | 48   |
| Sri Lanka              | Ram Dulip           | 28   |

### 2022
Mr Gay World 2022 là cuộc thi Mr Gay World lần thứ 14 được tổ chức tại Artscape Foreshore, Cape Town, Nam Phi vào ngày 16 tháng 10 năm 2022. Có 8 thí sinh dự thi, Joel Rey Carcasona đến từ Philippines trao vương miện cho người kế nhiệm là José López Duvónt đến từ Puerto Rico.
Kết quả
| Hạng                  | Thí sinh                          |
| --------------------- | --------------------------------- |
| Mister Gay World 2022 | - Puerto Rico — José López Duvónt |
| Á vương 1             | - Hoa Kỳ — Tony Ardolino          |
| Á vương 2             | - Đức — Max Appenroth             |

Các giải thưởng
| Giải thưởng                                    | Thí sinh                          |
| ---------------------------------------------- | --------------------------------- |
| Best National Costume                          | - Puerto Rico — José López Duvónt |
| Mister Photogenic                              | - Puerto Rico — José López Duvónt |
| Mister Congeniality                            | - Nam Phi — Shanon Kannigan       |
| Best in Interview                              | - Đức — Max Appenroth             |
| Best Social Media Presence                     | - Puerto Rico — José López Duvónt |
| Best Social Responsibility Campaign            | - Đức — Max Appenroth             |
| Audience Favorite (Chosen by Virtual Audience) | - Đức — Max Appenroth             |
| Best Swimwear                                  | - Puerto Rico — José López Duvónt |
| Best in Formal Wear                            | - Philippines — Jhapett Raymundo  |
| Sports Challenge Winner                        | - Puerto Rico — José López Duvónt |
| Best in Written Test                           | - Séc & Slovakia — Kevin Drabek   |

Các thí sinh
| Quốc gia/vùng lãnh thổ | Thí sinh               |
| ---------------------- | ---------------------- |
| Chile                  | Jesús Castillo Perez   |
| Đức                    | Max Appenroth          |
| Hoa Kỳ                 | Tony Ardolino          |
| Nam Phi                | Shanon Kannigan        |
| Philippines            | Jhapett Raymundo       |
| Puerto Rico            | José López Duvónt      |
| Séc & Slovakia         | Kevin Drábek           |
| Tây Ban Nha            | Roberto Molina Giménez |

Dự thi cuộc thi sắc đẹp quốc tế khác
| Cuộc thi             | Năm  | Quốc gia/vùng lãnh thổ | Thí sinh          | Thứ hạng       | T.k.   |
| -------------------- | ---- | ---------------------- | ----------------- | -------------- | ------ |
| Mister International | 2024 | Puerto Rico            | José López Duvónt | Không đạt giải | [ 86 ] |

### 2023
Mr Gay World 2023 là cuộc thi Mr Gay World lần thứ 15 được tổ chức tại Honey & Dora, Cape Town, Nam Phi vào ngày 27 tháng 10 năm 2023. Có 11 thí sinh dự thi, José López Duvónt đến từ Puerto Rico trao vương miện cho người kế nhiệm là Troy Michael Smith đến từ Guam.
Kết quả
| Hạng                  | Thí sinh                                        |
| --------------------- | ----------------------------------------------- |
| Mister Gay World 2023 | - Guam — Troy Michael Smith                     |
| Á vương 1             | - Đại Anh — David Allwood                       |
| Á vương 2             | - Úc — Dion Alexander                           |
| Top 5                 | - Ấn Độ — Vishal Pinjani - Bỉ — Maarten Truijen |

Các thí sinh
| Quốc gia/vùng lãnh thổ | Thí sinh              |
| ---------------------- | --------------------- |
| Ấn Độ                  | Vishal Pinjani        |
| Bỉ                     | Maarten Truijen       |
| Chile                  | Francisco Aros        |
| Đại Anh                | David Allwood         |
| Guam                   | Troy Michael Smith    |
| Hoa Kỳ                 | Mark David            |
| Nam Phi                | Markus Coetzee        |
| Philippines            | Jp Dela Serna III     |
| Tây Ban Nha            | Javier Yeste          |
| Thái Lan               | Nazmadih Mateem Nujan |
| Úc                     | Dion Alexander        |

### 2024
Mr Gay World 2024 là cuộc thi Mr Gay World lần thứ 16 được tổ chức tại The Alnwick Garden, Northumberland, Anh Quốc vào ngày 26 tháng 8 năm 2024. Có 11 thí sinh dự thi, Troy Michael Smith đến từ Guam trao vương miện cho người kế nhiệm là Paul Carruthers đến từ Đại Anh.
Kết quả
| Hạng                  | Thí sinh                                       |
| --------------------- | ---------------------------------------------- |
| Mister Gay World 2024 | - Đại Anh — Paul Carruthers                    |
| Á vương 1             | - Philippines — John Bench Ortiz               |
| Á vương 2             | - Thái Lan — Poosit Changkaewmanee             |
| Top 5                 | - Ba Lan — Damian Kutryb - Đức — Karabo Morake |

Các giải thưởng
| Giải thưởng                         | Thí sinh                           |
| ----------------------------------- | ---------------------------------- |
| Best National Costume               | - Philippines — John Bench Ortiz   |
| Best Social Media Presence          | - Philippines — John Bench Ortiz   |
| Best Social Responsibility Campaign | - Thái Lan — Poosit Changkaewmanee |
| Sports Challenge                    | - Nam Phi — Luc de Muelenaere      |
| Best Swimwear                       | - Đức — Karabo Morake              |
| Best Personal Interview             | - Đức — Karabo Morake              |

Các thí sinh
| Quốc gia/vùng lãnh thổ | Thí sinh                   | Tuổi |
| ---------------------- | -------------------------- | ---- |
| Ấn Độ                  | Mayur Saroj Rajput         | 33   |
| Ba Lan                 | Damian Kutryb              | 34   |
| Chile                  | Juan José Villavicencio    | 35   |
| Đại Anh                | Paul Carruthers            | 42   |
| Đức                    | Karabo Enock Morake        | 33   |
| Nam Phi                | Luc de Muelenaere          | 41   |
| Philippines            | John Bench Ortiz           | 32   |
| Puerto Rico            | Ángel Jose Nieves Quiñones | 32   |
| Thái Lan               | Poosit Changkaewmanee      | 36   |
| Thụy Sĩ                | Angelo Amaro               | 33   |
| Ý                      | Fabrizio Costabile         | 36   |

### 2025
Mr Gay World 2025 là cuộc thi Mr Gay World lần thứ 17 được tổ chức tại SkyDome, SM North Edsa, thành phố Quezon, Philippines vào ngày 1 tháng 12 năm 2025.
Các thí sinh
| Quốc gia/vùng lãnh thổ | Thí sinh           |
| ---------------------- | ------------------ |
| Nam Phi                | Gert Claassen-Smit |
| Philippines            | Miguel Germina     |